# El teorema de Marguerite
El teorema de Marguerite (en francés: Le Théorème de Marguerite) es una película dramática franco-suiza de 2023 coescrita y dirigida por Anna Novion. Está protagonizada por una doctoranda de matemáticas de la ENS cuya carrera da un vuelco cuando se le detecta un error en su trabajo.  Se estrenó el 22 de mayo de 2023 en la 76.ª edición del Festival de Cine de Cannes y se distribuyó en Francia el 1 de noviembre de 2023.

## Sinopsis
Marguerite es una matemática joven y brillante, la única chica de su clase en la ENS dedicada por completo a su pasión. El día que se descubre un error en su tesis, queda devastada y abandona su trabajo. Deja la escuela y borra su pasado. Cuando se adentra en el mundo real, descubre la autonomía, se hace amiga de la joven Léa y hace el amor por primera vez. Crecida por sus experiencias, es en este nuevo impulso que encontrará una prueba correcta de su teorema.

## Reparto
- Ella Rumpf : Marguerite Hoffmann
- Jean-Pierre Darroussin : Laurent Werner, su director de tesis
- Clotilde Courau : Suzanne
- Julien Frison : Lucas Savelli
- Sonia Bonny : Noa
- Cheng Xiaoxing o Maurice Cheng: Mr. Kong
- Idir Azougli : Yanis
- Camille de Sablet : entrenadora
- Édouard Sulpice : estudiante
- Yun-Ping He : deportista
- Karl Ruben Noel : bailarín
- Ava Baya : novia de la bailarina
- Gauthier Boxebeld : gerente
- Leila Muse : periodista
- Esdras Registe : estudiante
- Dominique Ratonnat : profesor
- Capucine Chappey : amiga de Lucas

## Estreno
El teorema de Margarita fue seleccionada para ser proyectada en la sección de Proyecciones especiales de la 76.ª edición del Festival de Cine de Cannes,  el 22 de mayo de 2023. 
Fue llevada al teatro en Francia por la compañía Pyramide el 1 de noviembre de 2023. 

## Distinciones
| Award                                 | Date of ceremony      | Category               | Recipient(s)  | Result | Ref.  |
| ------------------------------------- | --------------------- | ---------------------- | ------------- | ------ | ----- |
| César Awards                          | 23 de febrero de 2024 | Best Female Revelation | Ella Rumpf    |        | [ 6 ] |
| César Awards                          | 23 de febrero de 2024 | Best Male Revelation   | Julien Frison |        | [ 6 ] |
| Lumières Award                        | 22 de enero de 2024   | Best Female Revelation | Ella Rumpf    |        |       |
| Paris Film Critics Association Awards | 4 de febrero de 2024  | Best Female Revelation | Ella Rumpf    |        | [ 7 ] |